# Marten Bowier
Marten Bowier ('s-Hertogenbosch, 11 december 1750 – aldaar, 30 januari 1830) was een Nederlands jonkheer, politicus en advocaat.

## Levensloop
Bowier stamde uit de familie Bowier als zoon van Jan Bowier (1715-1781). Hij was een broer van jhr. mr. Hugo Bowier (1758-1834). Hij trouwde in 1779 met Susanna Everdina Donker van den Hoff (1749-1834), uit welk huwelijk geen kinderen geboren werden.
Bowier studeerde Romeins en hedendaags recht aan de Hogeschool Utrecht van 1771 tot 1773, waaraan hij in dat laatste jaar promoveerde op De eo, quod justum est circa poenam aut deditionem eorum, qui alibi deliquerunt.
Bowier was drossaard van Boxtel en Liempde. en schepen. Bowier werkte vanaf 1773 tot 1779 als advocaat te ’s-Hertogenbosch. Vanaf 1779 was hij schepen van de stad ’s-Hertogenbosch en raad en president-schepen van die stad.
Tijdens de Franse en Bataafse tijd was hij ambteloos burger. Daarna nam hij weer bestuursfuncties op. Hij was tijdens de Republiek staats-, in het koninkrijk regeringsgezind. Van 2 mei 1814 tot 1 september 1815 was Bowier lid van de nieuwe Staten-Generaal der Verenigde Nederlanden voor de provincie Noord-Brabant (toen nog Brabant). Van 21 september 1815 tot 30 januari 1830 was hij lid Eerste Kamer der Staten-Generaal.
Voor zijn diensten beloonde koning Willem II hem door hem op 28 augustus 1814 bij Souverein Besluit te benoemen in de Ridderschap van (Noord-)Brabant, waardoor hij tot de Nederlandse adel ging behoren met het predicaat jonkheer. Hij was ridder in de Orde van de Nederlandse Leeuw.
- Biografisch Portaal: 39360249
- Digitale Bibliotheek voor de Nederlandse Letteren: bowi002
- International Standard Name Identifier: 0000 0003 8794 7274
- Nederlandse Thesaurus van Auteursnamen: 207182779
- Parlement.com: vg09llrlktlv
- Virtual International Authority File: 281008485
- WorldCat: E39PBJyxb9WJxRgvcjqHJKbw4q